# Oskar Ballhaus
Oskar Ballhaus (24 de junio de 1908 – 6 de octubre de 1972) fue un actor y director teatral alemán, fundador del Fränkisches Theater Schloss Maßbach.

## Biografía
Nacido en Mülheim an der Ruhr, Alemania, era hermano del director teatral y actor Carl Ballhaus. Se formó como actor en la Universidad de las Artes de Folkwang, en Essen. Antes de la Segunda Guerra Mundial trabajó como actor teatral y radiofónico en Berlín con su esposa Lena Hutter (1911–2003). El matrimonio era de ideología cercana al comunismo, y su vivienda era lugar de encuentro para artistas e intelectuales opositores del Nazismo y, en ocasiones se escondía en la misma un amigo judío de sus padres
En 1943 su esposa e hijos fueron trasladados a casa de un pariente en Coburgo, donde permanecieron hasta unos años tras el final de la guerra. Allí la familia fundó el Círculo Cultural de Coburgo, en el que se hacían recitaciones, lecturas e interpretaciones musicales. Georg Solti, por ejemplo, hizo allí uno de sus primeros conciertos de la posguerra. El matrimonio fundó el 17 de abril de 1946 el Fränkische Theater, que se trasladó en 1948 a Wetzhausen, en 1954 a Stöckach, y en 1960 a Maßbach, donde sigue en la actualidad. Aunque Ballhaus se divorció a principios de los años 1950 de Lena Hutter, la cual se casaría después con Herbert Heinz, ambos siguieron dirigiendo juntos el teatro. El Fränkische Theater se convirtió en el centro de la actividad de Ballhaus hasta su muerte, y el mismo fue el centro de actividad de toda una dinastía de artistas.
En esa dinastía se incluye a su hijo Michael Ballhaus, nacido de su matrimonio con Lena Hutter, y que inició su carrera en el Fränkischen Theater. También inició allí su carrera su yerno Paul Maar (nacido en 1937), casado con su hija Nele Maar (nacida en 1938 de su relación con Hutter). Su nieta Anne Maar dirigió varios años el Fränkische Theater Schloss Maßbach.
La segunda esposa de Ballhaus fue la actriz Anneliese Wertsch (1922–2008), con la cual tuvo a la ilustradora de libros infantiles Verena Ballhaus.  Oskar Ballhaus falleció en Múnich, Alemania, en 1972.